# Бурбаш
Бурба́ш (тат. Бөрбаш) — село в Балтасинском районе Республики Татарстан. Административный центр Бурбашского сельского поселения.

## География
Село расположено в верховье реки Бурец в 15 км к юго-востоку от посёлка городского типа Балтаси. Абсолютная высота — 155 метров над уровнем моря.

## История
Село было основано в XVII веке. Первое письменное упоминание о селе встречается в книге Ш. Марджани «Мустафад аль-ахбар фи ахвали Казан ва Болгар» (конец XIX в.). В период с XVIII по 1-ю половину XIX века население села относилось к категории государственных крестьян. Основные занятия жителей в этот период — земледелие и скотоводство, были распространены лапотный, рогожно-кулеткацкий, валяльный, кузнечный промыслы, охота и пчеловодство.
В 1823 году была построена первая мечеть. В 1938 году был спилен минарет, до 1982 года в здании размещался сельский клуб, в 1988 году мечеть была разобрана. В 1917 году была построена вторая мечеть (в советский период в здании размещалась начальная школа).
В «Списке населённых мест Российской империи», изданном в 1866 году по сведениям 1859 года, населённый пункт упомянут как казённый починок Бурбаш 1-го стана Мамадышского уезда Казанской губернии. Располагался при речке Буре, по левую сторону почтового тракта из Казани в Мамадыш, в 102 верстах от уездного города Мамадыша и в 31 версте от становой квартиры во владельческом селе Кукморе (Таишевский Завод). В деревне, в 123 дворе проживали 867 человек (431 мужчина и 436 женщин), была мечеть.
В начале XX века в селе действовали кузница, 2 мелочные лавки. В этот период земельный надел сельской общины составлял 1499,2 десятины.
Вплоть до 1920 года село входило в Ядыгерскую волость Мамадышского уезда Казанской губернии. В период с 1920 года по 10 августа 1930 в составе Мамадышского кантона Татарской АССР. С 10 августа 1930 года по 22 июля 1939 в составе Кукморского района. С 22 июля 1939 года по 1 февраля 1963 года в составе Балтасинского района. В период с 1 февраля 1963 года по 12 января 1965 село входило в состав Арского района. С 12 января 1965 года село является частью Балтасинского района.
В 1929 году в селе был организован колхоз, с 1966 года было в составе совхоза «Балтач», с 2000 года — сельскохозяйственного производственного кооператива «Бурбаш».

## Население
| 1859 | 1897  | 1908  | 1920  | 1926  | 1938  | 1949  |
| ---- | ----- | ----- | ----- | ----- | ----- | ----- |
| 867  | ↗1188 | ↗1264 | ↗1308 | ↘1242 | ↘1184 | ↘1010 |
| 1958 | 1970  | 1979  | 1989  | 2000  | 2010  |       |
| ↘871 | ↗980  | ↘949  | ↘815  | ↗882  | ↘869  |       |

| 2015 |
| ---- |
| 871  |

Национальный состав села — татары.

## Экономика
С 2004 года в селе действует ООО «Бурбаш». Жители работают в ООО «Бурбаш», занимаются полеводством, мясо-молочным скотоводством.

## Инфраструктура
В Бурбаше имеются средняя общеобразовательная школа (с 1932 г. как начальная), детский сад (1981 г.), дом культуры (1982 г.), библиотека (1982 г., в 1920-х гг. – изба-читальня), фельдшерско-акушерский пункт (первый медпункт открыт в 1941 г.). Общая площадь жилого фонда села — 19,7 тыс. м².

## Религия
Мечеть (1992 г.).